# Fluorure de vinyle
Le fluorure de vinyle est un halogénure organique de formule chimique CH2=CHF. Il s'agit d'un gaz incolore extrêmement inflammable ayant une légère odeur d'éther. Il est plus lourd que l'air et soluble dans l'eau. Il est chimiquement instable et a tendance à polymériser. Il est distribué sous forme liquéfiée en bouteilles de gaz sous pression. Lorsque le liquide s'écoule ou lorsque de grandes quantités s'échappent, il forme des brouillards sur le sol. On l'emploie comme précurseur monomère du polyfluorure de vinyle.

## Production
Il a été préparé pour la première fois en 1901 par Frédéric Swarts (en), le chimiste belge qui a été le premier à préparer des chlorofluorocarbures en 1892. Swarts a utilisé la réaction du zinc avec le 1,1-difluoro-2-bromoéthane CHF2CH2Br. Il est produit industriellement par deux voies, l'une étant la réaction catalysée par le mercure de l'acétylène et du fluorure d'hydrogène :
HC≡CH + HF ⟶ CH2=CHF.
Il est également préparé à partir du 1,1-chlorofluoroéthane CH3CHClF :
CH3CHClF ⟶ CH2=CHF + HCl.

## Sécurité
Le fluorure de vinyle est classé comme cancérogène du groupe 2A du CIRC (susceptible de provoquer le cancer chez l'homme).

## Donnée supplémentaire
Son point critique est à 54,8 °C (328 K) et 5,24 MPa. Son moment dipolaire moléculaire est de 1,4 D et son enthalpie de vaporisation est de 361 kJ/kg.